# Camper Van Beethoven (album)
Camper Van Beethoven è il terzo album in studio del gruppo musicale statunitense Camper Van Beethoven, pubblicato nel 1986.

## Tracce
Side 1
1. Good Guys and Bad Guys – 3:54
2. Joe Stalin's Cadillac – 2:32
3. Five Sticks – 1:37
4. Lulu Land – 2:40
5. Une Fois – 1:24
6. We Saw Jerry's Daughter – 2:10
7. Surprise Truck – 3:27
8. Stairway to Heavan – 2:29

Side 2
1. The History of Utah – 2:51
2. Still Wishing to Course – 3:50
3. We Love You – 2:03
4. Hoe Yourself Down – 1:49
5. Peace & Love – 2:37
6. Folly – 1:56
7. Interstellar Overdrive – 7:44
8. Shut Us Down – 1:25

## Formazione
- Victor Krummenacher - basso, cori, voce
- David Lowery - voce, cori, chitarra
- Greg Lisher - chitarra
- Chris Molla - pedal steel guitar, chitarra, voce, cori
- Chris Pedersen - batteria
- Jonathan Segel - violino, chitarra, tastiera, mandolino, sitar, voce, cori
- Eugene Chadbourne - chitarra, banjo